# Araeognatha cineracea
Araeognatha cineracea là một loài bướm đêm trong họ Noctuidae.